# Ортохром Т
Ортохром Т (1,1′-диэтил-6,6′-диметилизоцианин) — органическое соединение, метиновый краситель, относящийся к изоцианинам и имеющий химическую формулу C25H27IN2. Использовался в фотографии в первой четверти XX века как оптический сенсибилизатор для зелёного участка спектра.

## История
Соединение было получено в 1904 году доктором Эрнстом Кёнигом, работавшим в подразделении «Meister Lucius of Bruning» фирмы «Höchst» вместе с другими изоцианинами: пинахромом и пинавердолом, также применявшимися как оптические сенсибилизаторы к зелёному.

## Свойства
Кристаллы красителя имеют вид прямоугольных табличек с металлическим блеском. Сенсибилизирует фотографические эмульсии вплоть до 635 нм с двумя максимумами на 530 и 583 нм.

## Получение
Получают при взаимодействии этилиодидов 6-метилхинолина и 2,6-диметилхинолина с последующей перекристаллизацией из метанола.

## Применение
В аналитической химии применяется как адсорбционный индикатор при титровании солей свинца раствором хромата. По завершении титрования бесцветный раствор окрашивается в красный цвет.